# Cicadulina funeralis
Cicadulina funeralis är en insektsart som beskrevs av William Lucas Distant 1917. Cicadulina funeralis ingår i släktet Cicadulina och familjen dvärgstritar. Inga underarter finns listade i Catalogue of Life.